# Sciacca Nero d'Avola
Sciacca Nero d'Avola è un vino a DOC che può essere prodotto nei comuni di Sciacca e Caltabellotta in provincia di Agrigento.

## Vitigni con cui è consentito produrlo
- Nero d'Avola minimo 85%
- altri vitigni a bacca rossa idonei alla coltivazione per la provincia di Agrigento, fino ad un massimo del 15%.

## Caratteristiche organolettiche
- colore: rosso rubino più o meno intenso;
- profumo: delicato, caratteristico;
- sapore: asciutto, pieno, armonico;

## Produzione
Provincia, stagione, volume in ettolitri